# 白井ゆきな
白井 ゆきな（しらい　ゆきな、1988年10月26日  - ）は、日本のAV女優。
マークスジャパン所属